# Vapor Vell (Sants)
El Vapor Vell és una antiga fàbrica tèxtil de Barcelona, declarada bé cultural d'interès nacional. Coneguda inicialment com a «Vapor Güell», començà a produir el 1846 i va ser la primera gran fàbrica de vapor que s'instal·là a l'antic municipi de Santa Maria de Sants. Pocs anys després, en instal·lar-se una altra fàbrica tèxtil amb màquines de vapor, L'Espanya Industrial, aquesta va passar a dir-se popularment «Vapor Nou», i l'anterior «Vapor Vell».

## Història
El 24 de febrer de 1844, l'indià Joan Güell i Ferrer va comprar a Josep Santomà una parcel·la de quatre mujades sobre el camí d'Esplugues a Sants per a construir-hi una gran fàbrica tèxtil, que el 1846 començà a produir panes i velluts de cotó.
Domènec Ramis tenia una fàbrica de teixits de cotó i mescla al carrer dels Còdols, 22 (modern 23), que es va presentar a l'Exposició Industrial de Barcelona de 1844 sota la raó social Casanova, Costa i Ramis amb «Escoceses y Damascos con mezcla de estambre y algodon, tejidos de lana con mezcla de oro, plata, algodon y seda y pañuelos de seda, lana y algodon». Mecànic de professió, havia desenvolupat un teler Jacquard que teixia i brodava alhora, i el 1847 va obtenir un privilegi per a fabricar panes a la manera francesa durant cinc anys, que aportà a la societat Güell, Ramis i Cia, constituïda el 1848. Aquesta va instal·lar el seu despatx i magatzem al núm. 13 del mateix carrer.
El juliol del 1854 es va produir la vaga en contra de les noves màquines selfactines i la fàbrica va tancar durant dos mesos. El 2 de juliol del 1855, durant la primera vaga general a Catalunya, va ser mort a trets el director de la fàbrica del Vapor Vell, Josep Sol i Padrís. El soci Domènec Ramis va ser ferit de gravetat, i poc després es retirà de l'empresa, per la qual cosa aquesta canviaria el nom a Güell i Cia, amb despatx i magatzem al carrer dels Còdols, 16.
Posteriorment, Joan Güell es retirà de la gestió, però va mantenir-hi la inversió i en delegà progressivament la direcció a l'enginyer industrial Marià Parellada i Ribas. L'any 1873 es produí una forta crisi en la venda dels velluts i els obrers proposaren treballar la meitat de temps per tal que no hi hagués acomiadaments i no se'ls acceptà la proposta. Molts es quedaren sense feina. El 1889 hi hagué una forta crisi al sector cotoner, amb acomiadaments i protestes sindicals. El director, Ferran Alsina, va rebre uns trets anant cap a casa, però quedà il·lès.
La fàbrica tancà la seva producció tèxtil definitivament l'any 1890, i Eusebi Güell i Bacigalupi, fill del fundador, traslladà l'activitat cap a la Colònia Güell, que entrà en funcionament el 1901.
Després del tancament de la fàbrica, l'espai interior es dividí i s'instal·laren diverses activitats econòmiques. L'any 1897, el cineasta Fructuós Gelabert rodà al pati de la fàbrica Riña en un café, considerada la primera pel·lícula de ficció rodada a l'Estat espanyol.
Durant la Guerra Civil, l'espai fou col·lectivitzat per la CNT-FAI i convertit en un taller de fusta.
L'any 1944, el Club Esportiu Mediterrani comprà les piscines del Vapor Vell. Hi instal·la la seva seu social on hi restà fins a l'any 1978 quan mitjançant una permuta traslladà les seves instal·lacions a un pati interior al carrer Regent Mendieta. Aquest mateix any s'incendiaren les antigues naus.
El 1977, el Vapor Vell va ser comprat per l'empresa Jorba Preciados, en aquesta època propietat del grup Rumasa, amb la intenció d'edificar-hi uns grans magatzems.
El 16 de juliol de 1986, l'Ajuntament de Barcelona aprovà el Pla Especial del Vapor Vell. Del conjunt de naus i espais que ocupava l'antic complex industrial, només se'n conservaren com a equipaments la principal i la xemeneia, mentre que la resta del solar es destinà a zona residencial i a l'obertura del carrer de Joan Güell, que arriba des de l'avinguda Diagonal fins a la plaça de Sants.
El 28 de febrer de 1998, l'alcalde Joan Clos posà la primera pedra de la nova biblioteca central del Districte a l'antic edifici del Vapor Vell. El 15 de maig de 1999 es realitzà una jornada de portes obertes a la biblioteca del Vapor Vell abans de fer la divisió interior de les naus. Des de l'any 2000, també acull l'Escola Barrufet.

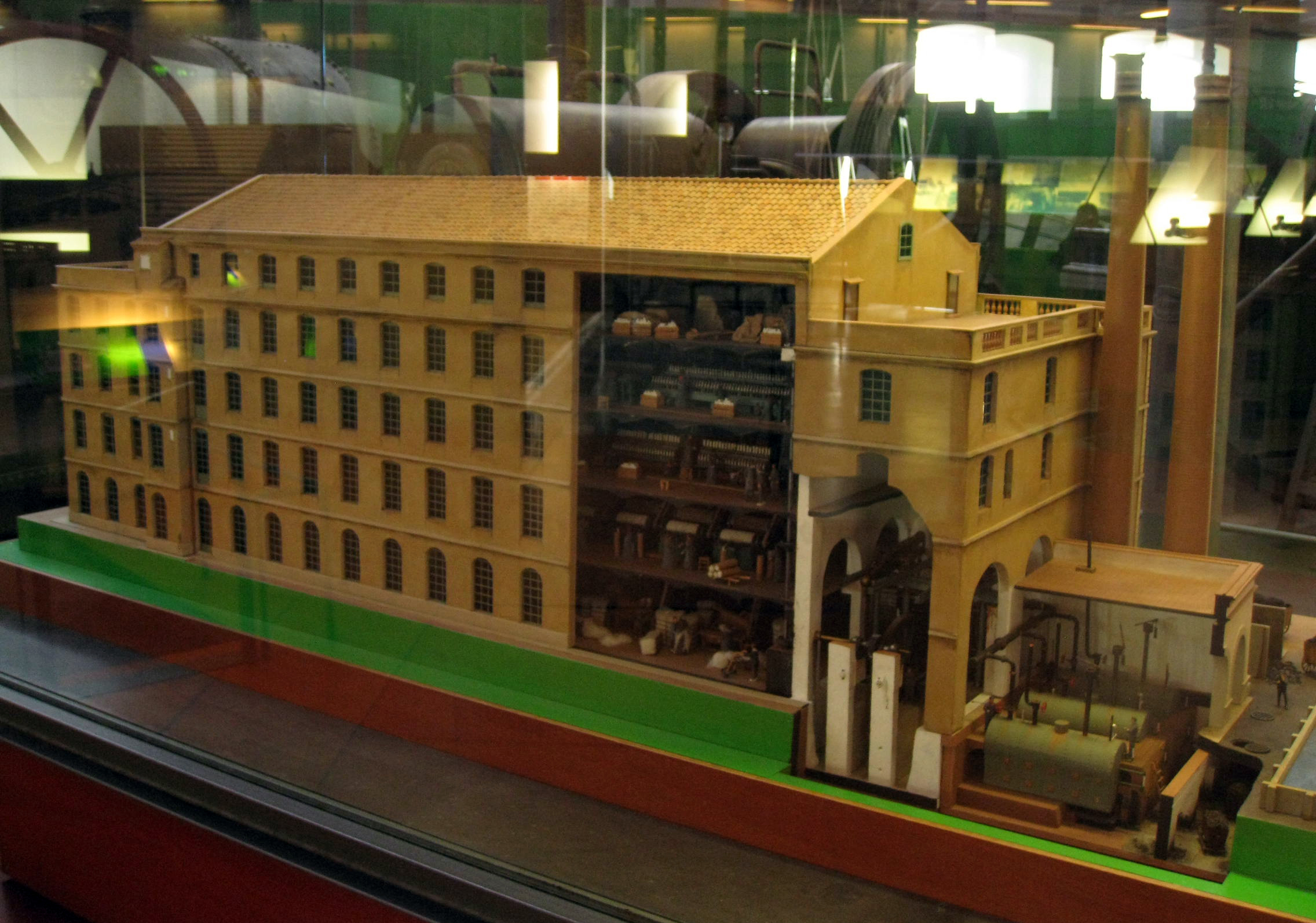
Maqueta del Vapor Vell al Museu de la Ciència i de la Tècnica de Catalunya

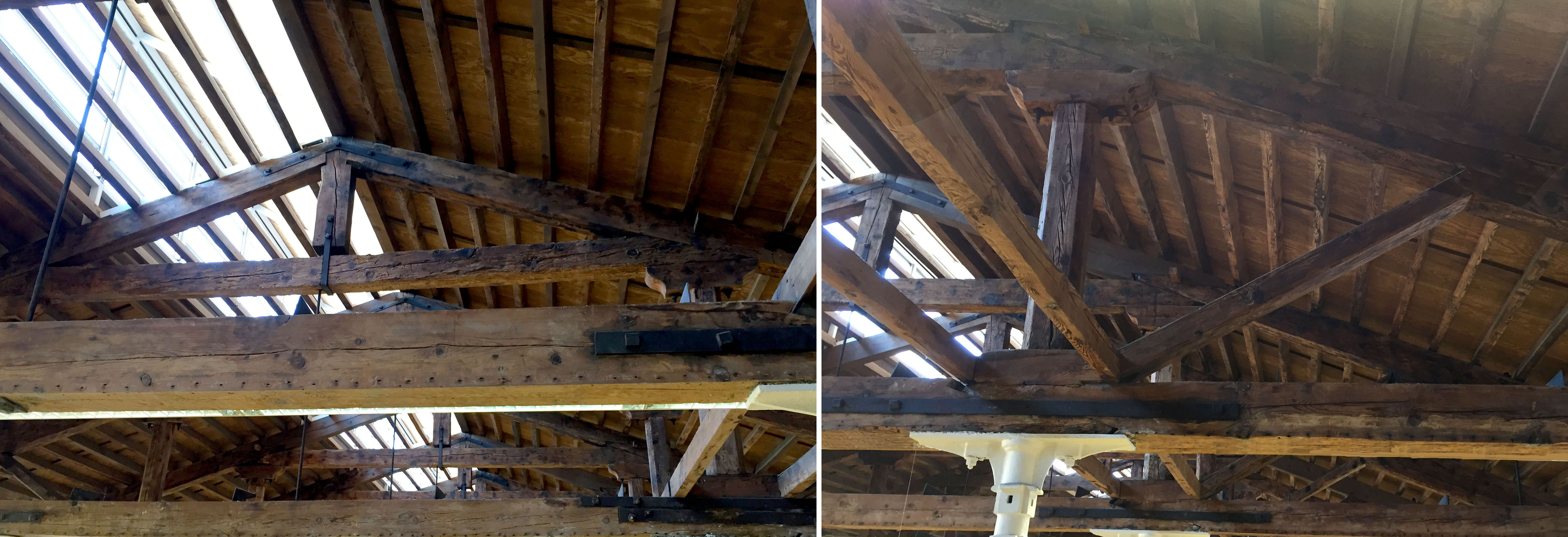
Encavallades de fusta originals

## Descripció
L'edifici principal, de planta baixa, tres pisos, golfes i teulada a dues vessants, destinat a la filatura i a la seva preparació, segueix el model de les fàbriques de pisos de Manchester. Tot i que el gruix dels murs és de maó, els tancaments interiors i exteriors, brancals i llindes de finestres són de pedra. Els pilars, de ferro colat, estaven disposats en rengleres a cadascuna de les seves plantes. Les golfes conserven les encavallades de fusta originals.
El més destacable de la construcció del Vapor Vell eren les solucions arquitectòniques que aportaven. Per una banda, el seu disseny constructiu per plantes permetia millores energètiques fruit del seu sistema de grans politges i corretges de transmissió que donaven moviment a tots els arbres horitzontals de cada pis. Per l'altra, una millora de la il·luminació, degut als seus grans finestrals repartits en ambdues cares de la seva façana.
A la part frontal es podia trobar l'edifici (avui enderrocat) destinat als tints i als assecadors coberts. Aquesta construcció, formada per totxos, facilitava la ventilació natural. A la part posterior hi havia de l'edifici principal hi havia les dues màquines de vapor. De l'antic conjunt encara en resta la xemeneia de planta octogonal, tronc piramidal i de considerable alçada.